# Geromura
Geromura is een geslacht van uitgestorven slangsterren uit de familie Ophiacanthidae. Vertegenwoordigers van dit geslacht zijn slechts als fossiel bekend.

## Soorten
- Geromura teckliformis Thuy, 2013 †
- Geromura touertensis Thuy, 2013 †